# エイブラム・ホッファー
エイブラム・ホッファー（英語: Abram Hoffer、1917年11月11日 - 2009年5月27日）は、カナダの生化学者、医師、精神科医。
統合失調症に対する『アドレノクロム仮説』や、『メガビタミン療法』などの提唱で知られている。また、アルコール依存症の研究や、脂質異常症の治療とナイアシンの有効性なども研究した。

## 出版
- 『オーソモレキュラー医学入門』アンドリュー・ソウルとの共著、中村篤史訳、論創社、2019年、ISBN 978-4846018405

## その他
- Dyck, E (2008). Psychedelic psychiatry: LSD from clinic to campus. Johns Hopkins University Press. ISBN 978-0-8018-8994-3